# De verloren zoon (Jommeke)
De verloren zoon is het 24ste stripverhaal van Jommeke. De reeks wordt getekend door striptekenaar Jef Nys.

## Personages
- Jommeke
- Flip
- Mic Mac Jampudding
- Arabella Pott
- professor Gobelijn
- Filiberke
- Pekkie
- kleine rollen : Theofiel, Marie, Mic Mac Jampudding senior, Bamboela Jampudding, ...

## Verhaal
Midden in de nacht kloppen Mic Mac Jampudding en Arabella aan bij Jommeke. Ze hebben een oud perkament in hun schoorsteen gevonden, maar kunnen het niet lezen. Jommeke raadt hen aan professor Gobelijn op te zoeken. Hij stelt vast dat het in een oud Keltisch dialect geschreven is, maar kan het ontcijferen. Uit het document blijkt dat een van Jampuddings voorvaderen zo'n 500 jaar geleden een van zijn zonen er op uitstuurde om in onbekende oorden een nieuwe geslacht der Jampuddings op te richten. Jampudding is ervan overtuigd dat er ergens nog familie van hem moet zijn en gaat op zoek. Jommeke, Flip en de professor gaan met hen mee. De professor heeft net een nieuw vliegend toestel uitgevonden waarmee ze kunnen reizen. Voor ze vertrekken, sluiten ook Filiberke en Pekkie bij hen aan.
Het vliegtuig van Gobelijn wordt tijdens de reis grondig getest. Zo valt de motor eens uit, wordt het bijna neergeschoten door het leger, duiken ze in zee en schieten ze de ruimte in. Uiteindelijk bereiken ze de Grote Oceaan. Ze vermoeden dat de Jampuddings op een onbekend eiland in deze onmetelijke oceaan kunnen wonen. Op twee eilanden vinden ze alleen maar apen, maar op het derde hebben ze meer geluk. Via een papegaai vindt Flip een lokale stam. Het zijn zwarten, maar de mannen dragen allemaal een grote rosse snor, zoals Jampudding. Zij blijken allemaal de naam Jampudding te dragen. In het dorp ontmoeten ze hun koning, een blanke die als twee druppels water op Mic Mac Jampudding lijkt en ook die naam draagt. De koning blijkt echter geen afstammeling van de uitgezonden zoon te zijn, maar de zoon zelf. Hij belandde na een schipbreuk op dit eiland en werd er als een god aanzien. Hij mocht met de dochter van het stamhoofd trouwen en stichtte zo het zwarte geslacht van de Jampuddings. Door het water van een bron op het eiland te drinken, bleef hij al die tijd in goede gezondheid en is hij inmiddels zo'n 500 jaar oud. Het water werkt wel niet voor de andere bewoners van het eiland. Jommeke en zijn vrienden blijven enkele maanden op het eiland, waarna ze terug huiswaarts keren.

## Achtergronden bij het verhaal
- Mic Mac Jampudding en Arabella komen voor de tweede maal in de reeks voor.
- Het vliegtuig van professor Gobelijn is een voorloper van de vliegende bol. Eerder was er al een dergelijk toestel in het album De ooievaar van Begonia. Dit toestel lijkt al wat meer op de uiteindelijke vliegende bol door zijn vorm, maar wijkt nog op tal van punten af van de echte vliegende bol.
- Professor Gobelijn ontmoet Jampudding voor het eerst. Gezien hij zich vaak vergist, noemt hij Jampudding bijna altijd 'Mokkapudding', dit tot grote ergernis van Jampudding. Dit zal de hele reeks door herhaald worden. Ook de bijnaam 'rosse snor' die Flip voortdurend gebruikt, zal doorheen de hele reeks een vast item worden.
- Na Paradijseiland is dit het tweede album waarbij Jommeke en zijn vrienden een onbekend eiland in de Grote Oceaan ontdekken.
- Flip verklaart in dit album zijn liefde voor Arabella. Dit is al de tweede vrouw in de reeks op wie hij verliefd wordt.
- In het begin van het verhaal rookt Jommekes vader tijdens het bezoek van Jampudding een sigaret. Dit zou nu niet meer mogelijk zijn in een stripverhaal voor kinderen.